# Lîse, Krasnodon
Lîse (în ucraineană Лисе) este un sat în așezarea urbană Novosvitlivka din raionul Krasnodon, regiunea Luhansk, Ucraina.

## Demografie
Componența lingvistică a localității Lîse
     Ucraineană (62,01%)
     Rusă (37,99%)
Conform recensământului din 2001, majoritatea populației localității Lîse era vorbitoare de ucraineană (62,01%), existând în minoritate și vorbitori de rusă (37,99%).